# أتو بولدون
أتو جباري بولدون (بالإنجليزية: Ato Jabari Boldon) هو عداء مسافات قصيرة سابق ترينيدادي ولد في يوم 30 ديسمبر 1973 في مدينة بورت أو برانس عاصمة ترينيداد وتوباغو، أبرز إنجازاته هو فوزه بالميدالية الفضية في سباق 100 متر في دورة الألعاب الأولمبية الصيفية 2000 في سيدني، كما فاز بالميدالية البرونزية بنفس الدورة في سباق 200 متر، فاز أيضاً بميداليتين برونزيتين في سباقي 100 و200 متر، فاز أيضاً بالميدالية الذهبية في بطولة العالم لألعاب القوى 1997 في سباق 100 متر، وفاز بالميدالية الفضية في سباق 4×100 متر مع الفريق الترينيدادي في بطولة 2001 في إدمونتون، وبنفس الدورة فاز بالميدالية البرونزية في سباق 100 متر، وفاز أيضاً بميدالية برونزية في بطولة 1995 في غوتنبرغ. أفضل رقم سجله في سباق 100 متر هو 9.86 ثانية في لوزان في سنة 1999، وأفضل رقم له في سباق 200 هو 19.77 ثانية سجله في شتوتغارت في سنة 1997. بعد اعتزاله امتهن السياسة وحالياً هو عضو في البرلمان الترينيدادي. في سنة 2001 أفتتح ستاد ألعاب قوى بإسمه تكريماً له.

## روابط خارجية
- أتو بولدون على موقع الاتحاد الدولي لألعاب القوى (الإنجليزية)
- أتو بولدون على موقع اللجنة الأولمبية الدولية (الإنجليزية)
- أتو بولدون على موقع أوليمبيديا (الإنجليزية)
- أتو بولدون على موقع اتحاد ألعاب الكومنولث (مؤرشف) (الإنجليزية)